# مرغابی گوش‌صورتی
مرغابی گوش‌صورتی (نام علمی: Malacorhynchus membranaceus) نام یک گونه از زیرخانواده پهنه‌چینان است. این گونه پرنده در استرالیا یافت می‌شود. حداکثر اندازه ثبت شده برای این گونه پرنده ۳۸–۴۰ سانتی‌متر می‌باشد.